# 乌尔特河
乌尔特河（法語：Ourthe，法語發音：[uʁt]）是默兹河支流之一，起源於比利时南邊境，在列日注入默兹河，全长165公里。
乌尔特河流经的主要城市有：利布拉蒙-舍维尼、烏法利茲、阿登地区拉罗什、奥通、迪爾比、列日。